# Stromberg (Oelde)
Stromberg ist ein Ortsteil von Oelde, der südöstlich von Oelde an der ehemaligen Bundesstraße 61 im Kreis Warendorf, Regierungsbezirk Münster, liegt. Stromberg hat 4.671 Einwohner. Auffällig ist die Lage des Ortes auf einem Berg, an dem mehrere kleine Gewässer ihre Quellen haben.

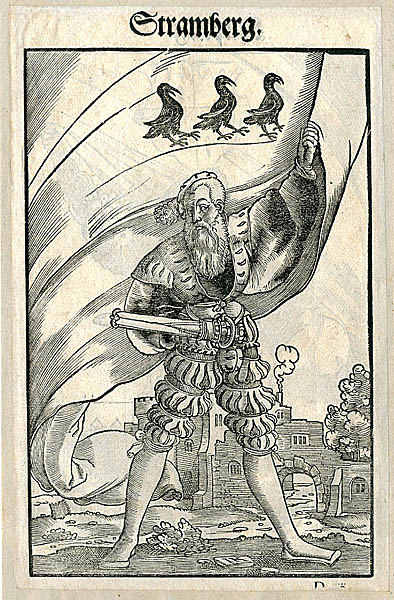
Landsknecht mit der Fahne von Stromberg

## Geschichte
Stromberg wurde 1177 erstmals als Landesburg der Bischöfe von Münster (Westfalen) urkundlich erwähnt. Bis 1803 war es fürstbischöflicher Verwaltungsbezirk, danach eigenständige Titularstadt.
Am 1. Januar 1975 wurde Stromberg durch das Münster/Hamm-Gesetz nach Oelde eingemeindet.

## Politik

### Wappen
Blasonierung: „In Rot eine silberne (weiße) Burg mit breitem viergeschossigem Mittelturm und blauen Dächern, auf dem obersten Geschoss je ein silberner (weißer) Wächter mit Hellebarde, oben ein silberner (weißer) Adler und zwei runden Seitentürmen mit Spitzdächern; im Tor der silbern (weiß) gekleidete Kaiser Karl der Große mit goldenem (gelbem) Reichsapfel, Haar, goldener (gelber) Krone, darauf ein schwarzes Kreuz, sowie mit silbernem (weißen) Schwert.“
Seit 1926 führt die aus einer Siedlung bei der Burg Stromberg hervorgegangene Gemeinde, die aus Ober- und Unterdorf erwuchs, ein Abbild des 1266 bezeugten Siegels des Burggrafen. Die Farben sind, da nicht überliefert, frei erfunden. Die Figur des Kaisers beruht auf einer alten Sage, dass die Burg eine seiner Gründungen gewesen sei; sie gehörte dem Hochstift Münster seit 1177 und war Sitz eines bischöflichen Amts. Das Wappen der früheren Titularstadt wird noch heute in Stromberg zu festlichen Anlässen geführt.

## Wirtschaft
Dominierend sind Möbelindustrie, Handwerk, Landwirtschaft und Obstanbau, vor allem der Stromberger Pflaume, der die EU im November 2013 die Bezeichnung Geschützte Ursprungsbezeichnung verliehen hat.

## Kultur und Sehenswürdigkeiten

### Sehenswürdigkeiten
- Ruinen der einzigen Höhenburg des Münsterlandes Burg Stromberg
- Burgplatz und das älteste Burgmannshaus Westfalens (Mallinckrodthaus; 14. Jh.)
- Pfarrkirche St. Lambertus (12. Jh.)
- Wallfahrtskirche Hl. Kreuz (geweiht 1344)
- Burgbühne Stromberg
- Eiche beim Hof Wibberich mit einem Brusthöhenumfang von 7,40 m (2015).[5]

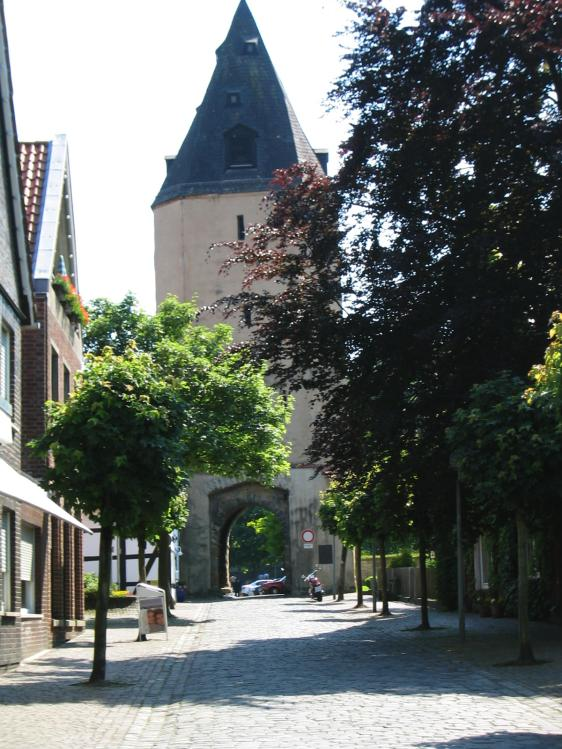
Der Paulusturm, Zugang zur Burg Stromberg, Wahrzeichen Strombergs
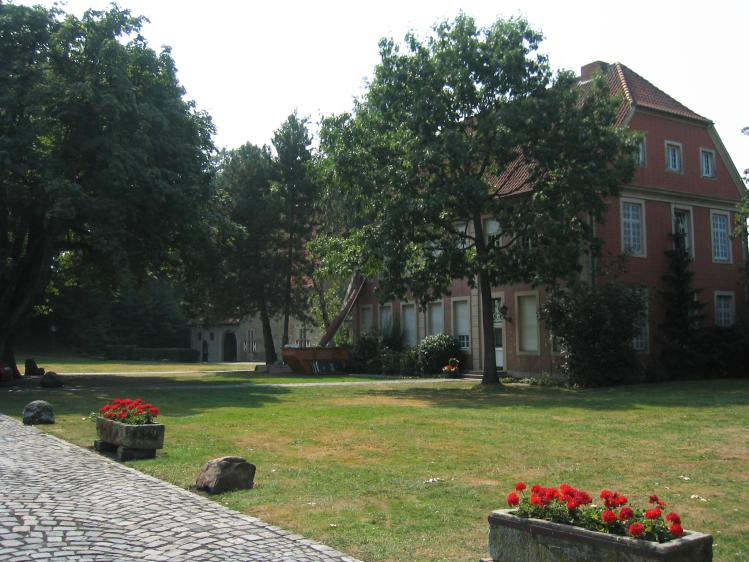
Blick auf den Burgplatz vom Paulusturm aus
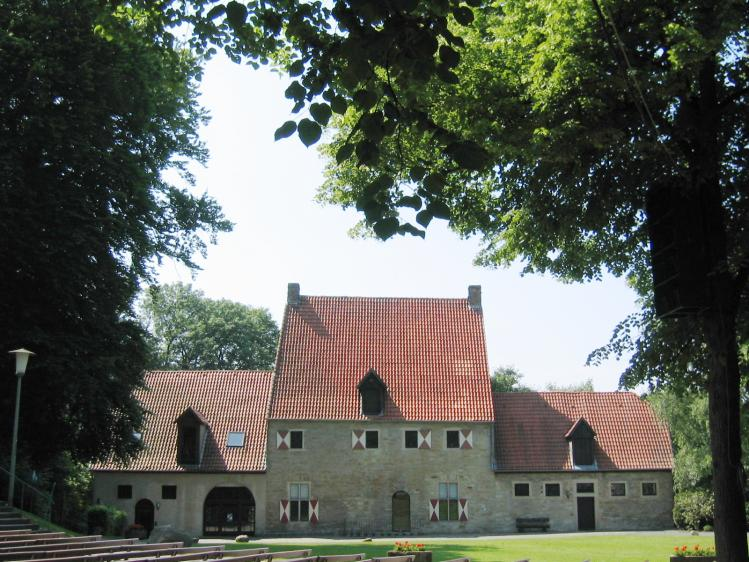
Mallinckrodhaus, ältestes Burgmannenhaus Westfalens
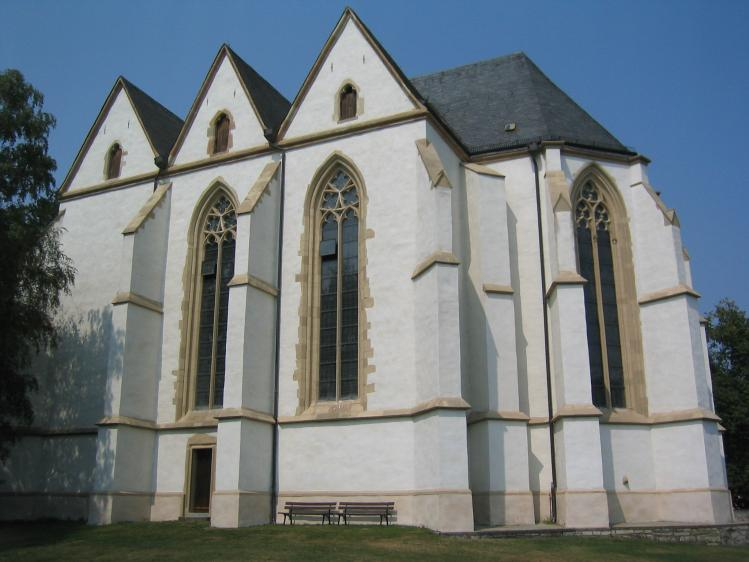
Kreuzkirche, Ansicht von Süden
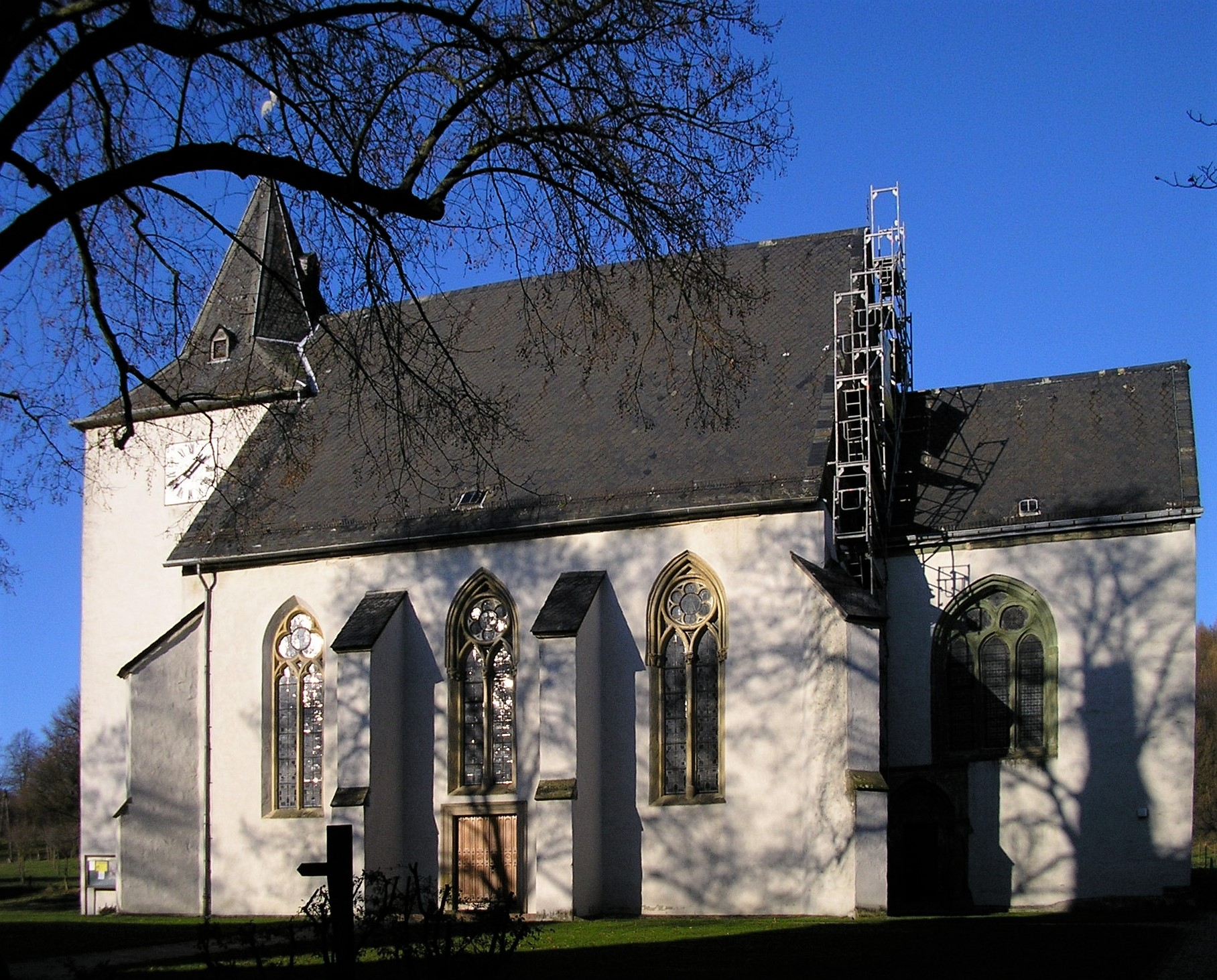
Pfarrkirche St. Lambertus
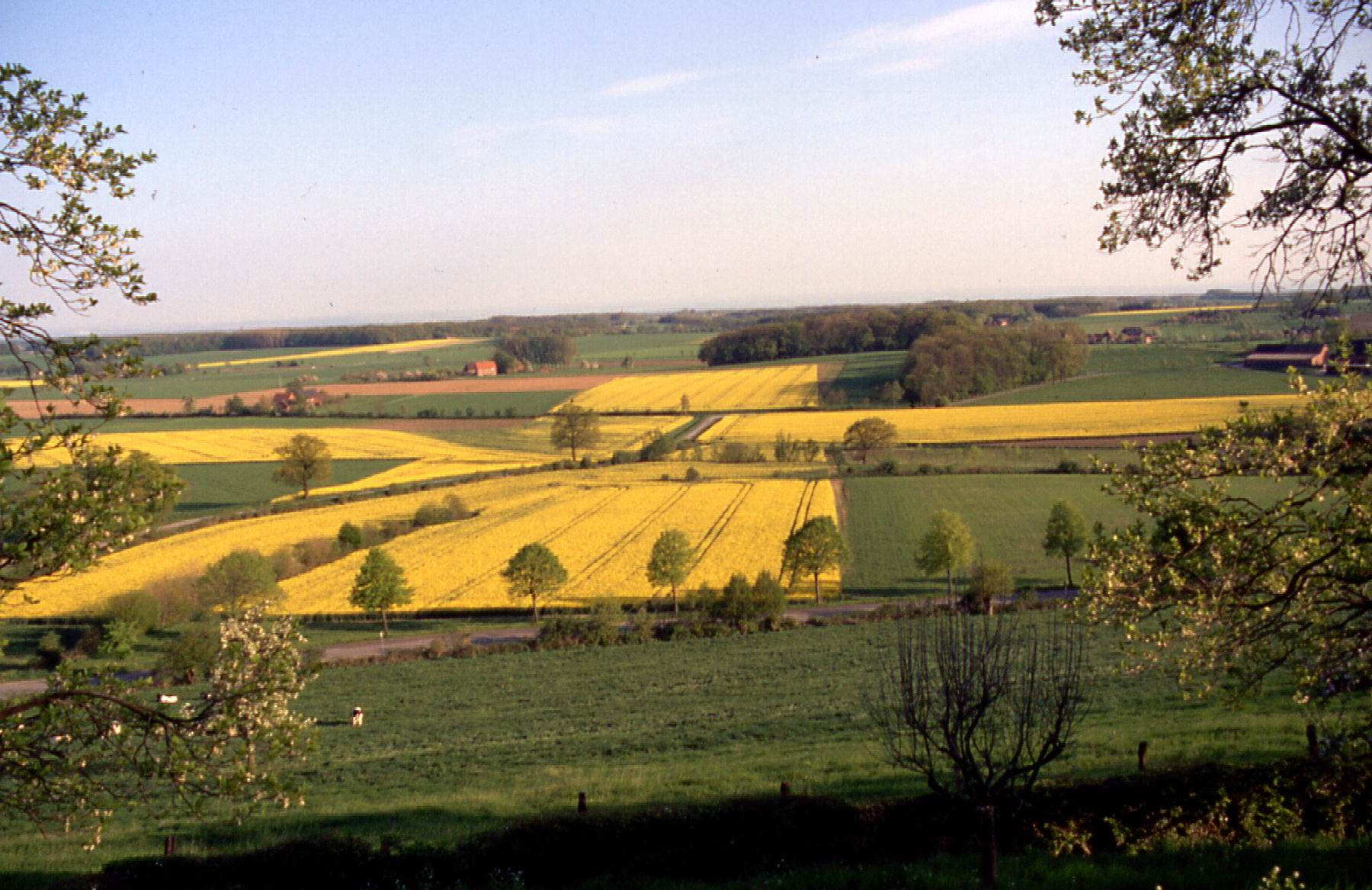
Das Rapskreuz von Stromberg wurde 2005 angelegt.

### Das Heilige Kreuz

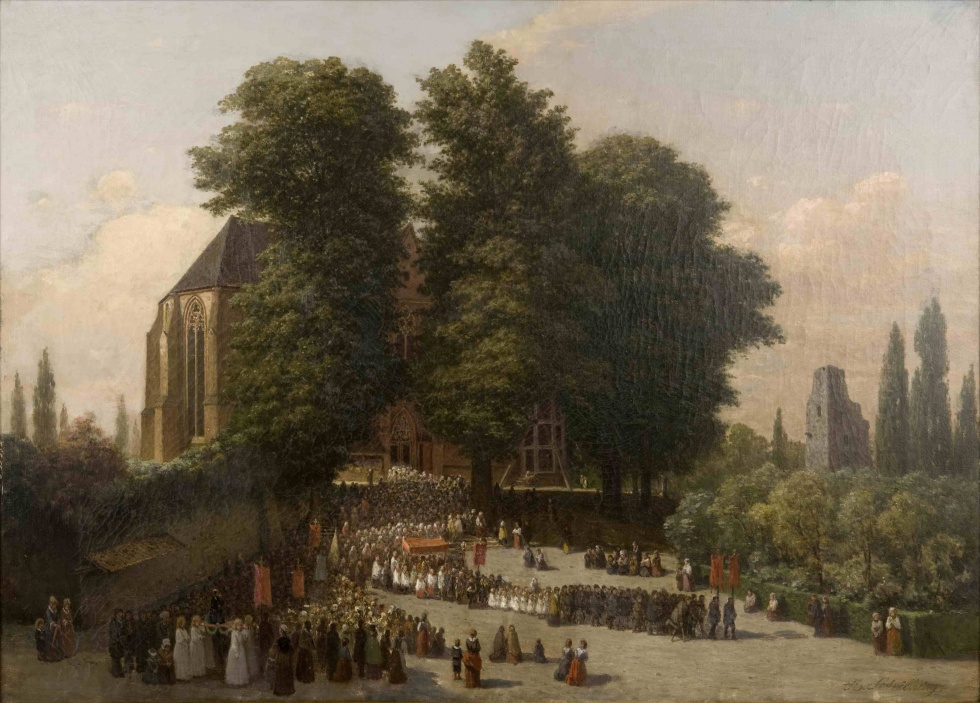
Die Fronleichnamsprozession verlässt die Stromberger Kreuzkirche, Gemälde von 1840

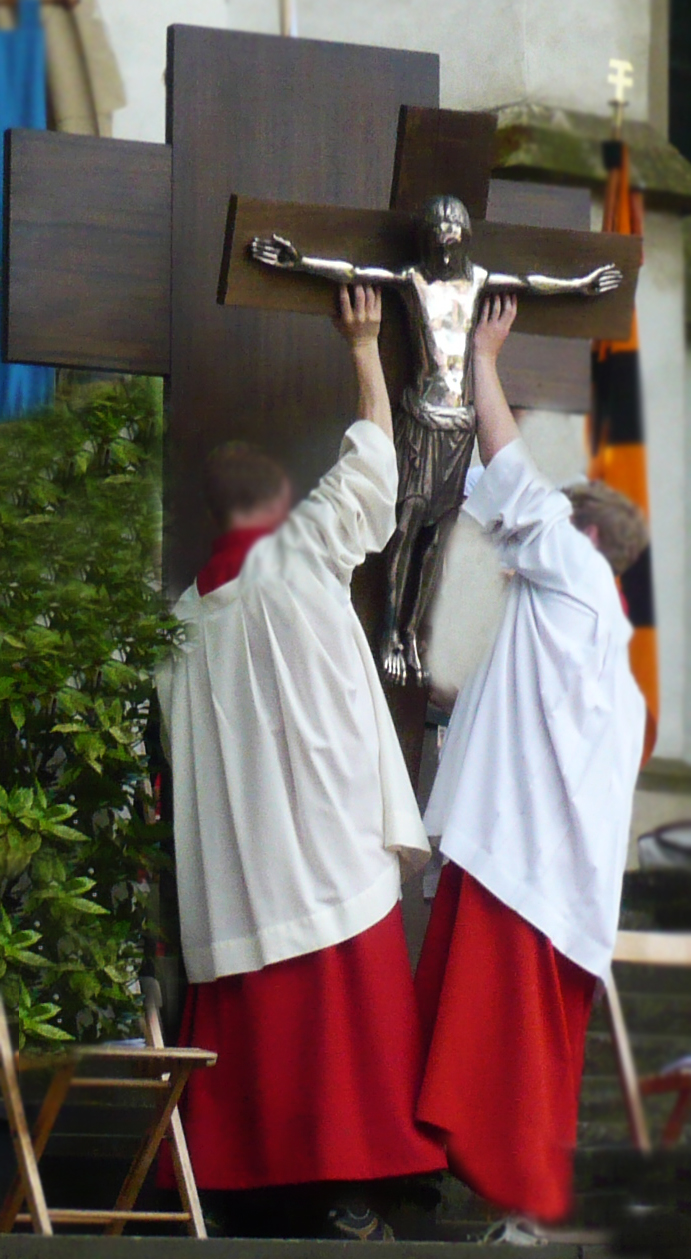
Das Heilige Kreuz wird vor der Kirche anlässlich der Wallfahrt aufgerichtet

Das Kreuz ist Zielpunkt von jährlichen Wallfahrten, die zahlreiche Pilger aus Westfalen und dem Rheinland nach Stromberg führen. Der mit Silber ummantelte Korpus besteht aus westfälischer Eiche und gehört zu den ältesten Christusdarstellungen in Westfalen (um 1100). Das Kreuz wurde mehrfach gestohlen und beschädigt, konnte aber immer wieder aufgefunden und restauriert werden.

### Haus Nottbeck
Im denkmalgeschützten ehemaligen Rittergut Haus Nottbeck, dessen Geschichte als alte Wasserburganlage bis ins 15. Jahrhundert zurückreicht, befindet sich als Teil des „Kulturguts Haus Nottbeck“ das Museum für Westfälische Literatur Haus Nottbeck, in dem Literatur in vielfältigen Veranstaltungen nicht nur ausgestellt, sondern visualisiert und inszeniert wird.

### Regelmäßige Veranstaltungen
- Stromberger Wallfahrt
- Freilichtspiele der Burgbühne Stromberg, von Mai bis September
- Sportwoche des SC Germania Stromberg, Pfingstwochenende
- Schützenfest im Gaßbachtal, 3. Wochenende im Juni
- Pflaumenmarkt, Anfang September
- Markt rund um den Paulusturm, Anfang November
- Oelder Berg- und Crosslauf sowie Burggrafen-Volkslauf
- Stromberger Seifenkistenrennen am Freibad

## Persönlichkeiten

### In Stromberg geboren
- Hermann Nicephorus (etwa 1555–1625), barocker Philosoph
- Heinrich Georg Hüffer (1753–1827), Benediktiner und Schriftsteller
- Theobald Reinhold Freiherr von Oer (1807–1885), Maler
- Sigrid Maria Schnückel (* 1966), Schauspielerin